# Румянцева, Дарья Евгеньевна
Дарья Евгеньевна Румянцева (род. 21 июня 1986, Веймар, округ Эрфурт, ГДР) — российская актриса театра и кино.

## Биография
В 2007 году закончила актёрско-режиссёрский курс Льва Додина Санкт-Петербургской академии театрального искусства. После окончания учёбы Дарья Румянцева была принята в труппу Малого драматического театра.
Первую роль в кино Дарья получила в сериале «Менты. Улицы разбитых фонарей», где появлялась в нескольких эпизодах. Первой серьёзной работой для неё стала роль Тони в фильме Сергея Попова «Холодное солнце».

## Творчество

### Роли в театре

#### Малый драматический театр - Театр Европы
- «Шоколадный солдатик» - Лукка
- «Король Лир» Шекспира — Корделия
- «Жизнь и судьба» — Надя
- «Блажь» — Настя
- «Бесплодные усилия любви» — Принцесса Французская и Жакнетта
- «Невесомая принцесса» — Принцесса
- «Снежная королева» — Герда
- «Дядя Ваня» — Соня
- «Братья и сёстры» — Лизавета

#### Приют Комедианта
- «Олеся» — Олеся
- "Время и семья Конвей" - Кей
- "Собака на сене" - Диана
- "Собачье сердце" - Сова, Зинаида Прокофьевна Бунина

Независимый театральный проект
"Намасте. Я тебя вижу".

### Фильмография
| Год  |   | Название                      | Роль                                                         |
| ---- | - | ----------------------------- | ------------------------------------------------------------ |
| 2005 | ф | Гарпастум                     | гимназистка                                                  |
| 2005 | с | Улицы разбитых фонарей 7      | Алёна                                                        |
| 2006 | ф | Дом-фантом в приданое         | Люсинда                                                      |
| 2008 | ф | А.Д.                          | Имя персонажа не указано                                     |
| 2008 | ф | За яблочки                    | Имя персонажа не указано                                     |
| 2008 | ф | Холодное солнце               | Тони                                                         |
| 2009 | с | История зечки                 | Рая                                                          |
| 2009 | ф | Чудо                          | Лжетатьяна                                                   |
| 2010 | с | Была любовь                   | Рита Надёжная                                                |
| 2011 | с | Молога. Русская Атлантида     | Татьяна                                                      |
| 2012 | с | Опергруппа 2                  | администратор клуба                                          |
| 2012 | ф | Казак                         | Катерина                                                     |
| 2012 | с | Подземный переход             | Имя персонажа не указано                                     |
| 2015 | с | Рождённая звездой             | журналистка Лена Яковлева                                    |
| 2016 | с | Что и требовалось доказать    | Маша Петрова, сотрудник оперативно-розыскного отдела полиции |
| 2017 | с | Крылья Империи                | Ксения Дьяконова                                             |
| 2019 | с | Дельфин                       | Инна Бережная, научный сотрудник                             |
| 2019 | с | Нежные листья, ядовитые корни | Александра Стриженова («Стриж»)                              |
| 2020 | с | Диверсант. Крым               | фельдшер Лида                                                |
| 2020 | с | Ментозавры                    | Ирина                                                        |
| 2022 | с | Без правил                    | Евгения Павловна Фокина                                      |
| 2023 | с | Я любила мужа                 | Марина, беременный бухгалтер                                 |

## Признание и награды
- 2006 — Дарья Румянцева получила награду «Золотой софит» за роль Корделии в спектакле «Король Лир».